# 18e législature de la Colombie-Britannique

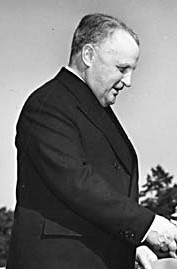
Thomas Dufferin Pattullo, premier ministre (1933-1941).

La 18e législature de la Colombie-Britannique a siégé de 1934 à 1937. Ses membres sont élus lors de l'élection générale de 1933. Le Parti libéral de la Colombie-Britannique dirigé par Thomas Dufferin Pattullo remporte l'élection et forme un gouvernement majoritaire. Le Co-operative Commonwealth Federation (CCF) forme l'opposition officielle.
Henry George Thomas Perry est président de l'Assemblée durant toute la durée de la législature.

## Membre de la 18elégislature
| Député | Député                            | Circonscription       | Parti                    |
| ------ | --------------------------------- | --------------------- | ------------------------ |
|        | George Sharratt Pearson           | Alberni-Nanaimo       | Libéral                  |
|        | William James Asselstine          | Atlin                 | Libéral                  |
|        | Ernest Edward Winch               | Burnaby               | CCF                      |
|        | Donald Morrison MacKay            | Cariboo               | Libéral                  |
|        | Edward Dodsley Barrow             | Chilliwack            | Libéral                  |
|        | William Henry Sutherland          | Columbia-Revelstoke   | Libéral                  |
|        | Laurence Arnold Hanna             | Comox                 | Libéral                  |
|        | Hugh George Egioke Savage         | Cowichan-Newcastle    | Oxford Group (en)        |
|        | Frank Mitchell MacPherson         | Cranbrook             | Libéral                  |
|        | Robert Swailes                    | Delta                 | CCF                      |
|        | David William Strachan            | Dewdney               | Libéral                  |
|        | Robert Henry Pooley               | Esquimalt             | Conservateur             |
|        | Thomas Hubert Uphill              | Fernie                | Travailliste indépendant |
|        | Henry George Thomas Perry         | Fort George           | Libéral                  |
|        | Dougald MacPherson                | Grand Forks-Greenwood | Libéral                  |
|        | Alexander McDonald                | The Islands           | Libéral                  |
|        | Robert Henry Carson               | Kamloops              | Libéral                  |
|        | Charles Sidney Leary              | Kaslo-Slocan          | Libéral                  |
|        | George Matheson Murray            | Lillooet              | Libéral                  |
|        | Ernest Bakewell                   | Mackenzie             | CCF                      |
|        | Frank Putnam                      | Nelson-Creston        | Libéral                  |
|        | Arthur Wellesley Gray             | New Westminster       | Libéral                  |
|        | Kenneth Cattanach MacDonald       | North Okanagan        | Libéral                  |
|        | Harley Christian Erskine Anderson | North Vancouver       | CCF                      |
|        | Alexander Malcolm Manson          | Omineca               | Libéral                  |
|        | Clive Montgomery Francis Planta   | Peace River           | NPIG                     |
|        | Thomas Dufferin Pattullo          | Prince Rupert         | Libéral                  |
|        | Richard Ronald Burns              | Rossland-Trail        | Libéral                  |
|        | Norman William Whittaker          | Saanich               | Libéral                  |
|        | Rolf Wallgren Bruhn               | Salmon Arm            | NPIG                     |
|        | Charles Herbert Percy Tupper      | Similkameen           | Libéral                  |
|        | Edward Tourtellotte Kenney        | Skeena                | Libéral                  |
|        | Joseph Allen Harris               | South Okanagan        | Libéral                  |
|        | Gerald Grattan McGeer             | Vancouver-Burrard     | Libéral                  |
|        | Helen Douglas Smith               | Vancouver-Burrard     | Libéral                  |
|        | Gordon McGregor Sloan             | Vancouver Centre      | Libéral                  |
|        | Gordon Sylvester Wismer           | Vancouver Centre      | Libéral                  |
|        | John Price                        | Vancouver East        | CCF                      |
|        | Harold Edward Winch               | Vancouver East        | CCF                      |
|        | Stanley Stewart McKeen            | Vancouver-Point Grey  | Libéral                  |
|        | George Moir Weir                  | Vancouver-Point Grey  | Libéral                  |
|        | Robert Wilkinson                  | Vancouver-Point Grey  | Libéral                  |
|        | Herbert Anscomb                   | Victoria City         | Indépendant              |
|        | Robert Connell                    | Victoria City         | CCF                      |
|        | John Hart                         | Victoria City         | Libéral                  |
|        | Byron Ingemar Johnson             | Victoria City         | Libéral                  |
|        | John Joseph Alban Gillis          | Yale                  | Libéral                  |

## Répartition des sièges
| Parti    | Parti                    | Député(s) |
| -------- | ------------------------ | --------- |
|          | Libéral                  | 34        |
|          | CCF                      | 7         |
|          | Groupe non-partisan      | 35        |
|          | Indépendant              | 2         |
|          | Unioniste                | 2         |
|          | Indépendant travailliste | 1         |
| Total    | Total                    | 48        |
| Majorité | Majorité                 | 21        |

## Élections partielles
Des élections partielles ont été tenues pour diverses autres raisons:
| Circonscription   | Député                | Parti   | Élection           | Motif                                                                      |
| ----------------- | --------------------- | ------- | ------------------ | -------------------------------------------------------------------------- |
| Columbia          | Thomas King           | Libéral | 8 mars 1934        | Re-création de la circonscription de Columbia                              |
| North Vancouver   | Dorothy Steeves       | CCF     | 14 juillet 1934    | Décès de H.C.E. Anderson le 17 avril 1934                                  |
| Omineca           | Mark Matthew Connelly | Libéral | 22 juin 1936       | Démission de A.M. Manson le 14 septembre 1935 pour se présenter au Fédéral |
| Vancouver-Burrard | John Howard Forester  | Libéral | 1er septembre 1936 | Démission de G.G. McGeer le 1er octobre 1935 pour se présenter au Fédéral  |

Notes:
1. ↑  Sans opposition

## Autre(s) changement(s)
- En août 1936 Robert Connell, Ernest Bakewell, John Price et Robert Swailes quitte le CCF pour créer le British Columbia Social Constructive Party (en).
- Vancouver Centre (démission de Gordon McGregor Sloan nommé à la Cour d'appel le 5 avril 1937) [5]
- Cariboo (démission de Donald Morrison MacKay nommé commissaire aux Affaires indiennes en 1937[6]